# Thorsten Waenerberg
Thorsten Adolf Waenerberg (* 25. Mai 1846 in Porvoo, Großfürstentum Finnland; † 26. Februar 1917 in Helsinki) war ein finnischer Landschafts- und Marinemaler der Düsseldorfer Schule, Kunstlehrer und Kurator.

## Leben

Gefällter Baum, 1871

Waenerberg wurde als Sohn des Theologen Gabriel Mauritz Waenerberg (1818–1887) und seiner Ehefrau Agata Sofia Aschan geboren. Seine Schwester war Elin Kallio (1859–1927), die „Mutter der finnischen Frauengymnastik“. 1864 hielt er sich als Schüler Ferdinand von Wrights in Haminalahti bei Kuopio auf. Bis 1865 war er zunächst Schüler der Zeichenschule des Finnischen Kunstvereins. Dann ging er nach Karlsruhe, wo er bei Hans Fredrik Gude studierte. 1866 wechselte er nach Düsseldorf, wo er bis 1873 blieb. An der Kunstakademie Düsseldorf war er zunächst Schüler von Karl Müller. In den Jahren 1868/1869 besuchte er dort auch die Landschafterklasse von Oswald Achenbach. Eine kurze Zeit hielt er sich in Paris auf. In den Jahren 1880/1881 weilte er in Den Haag und Amsterdam. Waenerberg malte Landschaften in den Niederlanden, in Frankreich, Finnland und Norwegen. Auf der Allgemeinen Finnischen Industrie- und Kunstausstellung des Jahres 1876 wurde er mit einer Bronzemedaille ausgezeichnet. In den Jahren 1874 bis 1887 arbeitete er als Lehrer bzw. Direktor der Zeichenschule von Turku, von 1887 bis 1914 als Kurator der Sammlungen des Finnischen Kunstvereins. Einer seiner Schüler war Victor Westerholm.

## Werke (Auswahl)
- Gefällter Baum, 1871

Strandszene aus den Niederlanden, 1890

- Strandszene aus den Niederlanden, 1890
- Landschaft aus Suursaari, 1894
- Sommer in einem Dorf, 1912
- Landschaft mit Birken, 1914